# Phacus
Phacus es un género de microalgas protistas unicelulares de forma aplanada y apuntada perteneciente al filo Euglenozoa.  Presenta un periplasma muy conspicuo y rígido, con bandas espiraladas, numerosos plastos verdes y una mancha ocular roja muy visible próxima a la base flagelar. El movimiento solo es ejercido por el flagelo, sin los movimientos de la película superficial que son tan visibles en otros euglénidos.
El antiguo género Hyalophacus, que carece de plastos, es considerado actualmente un sinónimo de la especie Phacus ocellatus.